# Actinoptera peregrina
Actinoptera peregrina es una especie de insecto del género Actinoptera de la familia Tephritidae del orden Diptera.

## Historia
Adams la describió científicamente por primera vez en el año 1905.